# Kaniet (Sae)-Inseln
Koordinaten: 0° 49′ 48″ S, 145° 25′ 22″ O
Kaniet (Sae)-Inseln, auch Iles des Anachorettes (deutsch veraltet: Anachoreteninseln), wird eine Zusammenfassung von zwei nahegelegenen, unbewohnten Atollen bzw. Inseln in der Region der Westlichen Inseln des Bismarck-Archipels genannt.
Administrativ gehören die beiden eigenständigen Inselgruppen zur Provinz Manus in Papua-Neuguinea, und darin zur Nigoherm Rural LLG (Local Level Government) Area.
Die beiden Inselgruppen liegen ca. 1.100 km nordöstlich von Papua-Neuguineas Hauptstadt Port Moresby und 200 km nordwestlich von der Provinzhauptstadt Lorengau entfernt. Zum Inselgebiet werden gezählt:
- die Kaniet-Inseln, mit der Hauptinsel Suf und der Insel Tatak sowie den einstigen Motus Taling, Vasan und weiteren kleineren Motus.
- die etwa 30 km nordwestlich der Kaniet-Inseln gelegenen Sae-Inseln.